# Campanha italiana (Primeira Guerra Mundial)
O termo Campanha Italiana refere-se à série de batalhas nas quais se confrontaram os exércitos do Império Áustro-Húngaro e do Reino de Itália, ao lado de seu aliados, no norte da Itália entre 1915 e 1918. O reino italiano esperava que juntando-se à Tríplice Entente contra os Impérios Centrais iria ganhar a Trento (também conhecida como Trentino) e o porto de Trieste, assim como as províncias de Bolzano-Bozen, Ístria e Dalmácia. Apesar das expectativas italianas de começar a guerra com uma ofensiva surpresa em território austríaco, que capturaria rapidamente várias cidades, as forças austro-húngaras conseguiram conter a invasão, e logo a Frente Alpina transformou em uma guerra de trincheiras, a semelhança da Frente Ocidental a qual nenhum lado conseguiu romper entre 1915 ou 1916. Em 1917 um ataque conjunto Austro-alemão em Caporetto infligiu uma massiva derrota à Itália mas que as Potências Centrais foram incapazes de capitalizar para nocautear a Itália, que por sua vez se recuperou bem. A Itália emerge vitoriosa na batalha final de Vittorio Veneto enquanto a Áustria-Hungria colapsa.

## Antecedentes
Apesar de ser integrante da Tríplice Aliança ao lado da Áustria-Hungria e da Alemanha, a Itália não declarou guerra em agosto de 1914, alegando que o pacto era defensivo por natureza, e que como a Áustria-Hungria havia sido a agressora, a Itália não era obrigada a entrar em guerra. Além disso, a Áustria-Hungria omitiu a sua consulta com a Itália antes de enviar o ultimato à Sérvia e se recusou a discutir compensações como previsto no artigo 7 da aliança. Os povos italianos tinham uma longa história de rivalidade com a Áustria-Hungria, que datava desde o Congresso de Viena de 1815, realizado logo depois das Guerras Napoleônicas, no qual vários territórios importantes da península Itálica foram cedidos ao Império Austríaco. Por outro lado os irredentistas italianos buscavam a anexação de territórios com população nativa italiana sob poder da Áustria, especialmente no Litoral Austríaco e Condado de Tirol,  a elite italiana passou a apoiar esse movimento e a anexação de territórios habitados por italianos se tornou o principal motivo italiano para guerra de maneira similar à Alsácia-Lorena para a França.
Nos estágios iniciais da guerra, os diplomatas das potências aliadas cortejavam a Itália, tentando garantir sua participação na guerra ao lado da Entente. Este cortejo culminou no Tratado de Londres de 26 de abril de 1915, no qual a Itália renunciou a qualquer obrigação que tivesse com a Tríplice Aliança. Em 23 de maio, a Itália declarou guerra contra a Áustria-Hungria, a Bulgária, a Alemanha e o Império Otomano.
A decisão italiana de entrar na guerra em 1915 colocou as forças armadas em uma posição difícil. A opinião pública italiana não era entusiástica da guerra e o exército não estava preparado para um conflito prolongado, ainda sofrendo com falta de equipamento e munições devido à Guerra Ítalo-Turca apenas 3 anos antes, assim a vitória rápida era vital. Enquanto a Itália estrategicamente deveria realizar a ofensiva a geografia da fronteira italo-austríaca impunha sérios problemas: no setor alpino norte a única área que parecia relativamente acessível era o planalto do Asiago, circundada por cadeias de montanhas fortemente guardada por fortificações austríacas que bloqueavam o caminho italiano à Trento e Tirol. Devido importância política e cultural da área, um foco patriótico chave, era essencial que a Itália lutasse vigorosamente nos Alpes que no entanto em termos militares era altamente desafiador. De trentino indo à nordeste a fronteira passava por cadeias das Dolomitas e Alpes Cárnicos basicamente impassáveis com pouca chance de vitória. A melhor perspectiva para uma ofensiva italiana estava ao leste onde o terreno era mais baixa se transformando em colinas onduladas e vales ao redor do rio Isonzo. O baixo Isonzo em particular foi colocado pelo comando italiano como o melhor lugar para romper as linhas inimigas. Chefe do Estado-Maior Luigi Cadorna fez planos ambiciosos de atacar em sentido leste, capturando Trieste e Liubliana, depois seguindo ao norte em direção à Viena; apesar do Fronte Ocidental ter se tornado uma guerra de trincheira imóvel, Cadorna acreditava que isso não se repetiria no seu teatro com sua doutrina de ofensiva, em realidade a situação geográfica da fronteira e a política na Itália lhe davam poucas opções.
Por outro lado, as opções limitadas dos italianos não surpreendentemente permitiram ao Chefe de Estado-Maior austríaco Franz Conrad Von Hötzendorf identificar o baixo Isonzo como a melhor e mais provável área de ataque dos italianos. Assim, desde 1914 a Áustria criou rapidamente uma linha defensiva de fortificações, arames farpados e campos minados nessa região. O planalto do Asiago era ainda mais protegida com um conjunto de fortalezas blindadas. Essas fortificações eram fundamentais e com elas a Áustria poderia colocar relativamente poucas tropas na fronteira, usando a vantagem que tinham tanto geográfica possuindo o terreno alto quanto o bem desenvolvido sistema defensivo criado em toda a fronteira para negar a superioridade numérica italiana. Embora a Áustria-Hungria estrategicamente estava na defensiva, ela não percebia o Fronte Italiano como sem importância. Conrad era um grande italofóbico, vendo a Itália como o principal inimigo do Império enquanto que o ressentimento da população contra o que perceberam como traição da Itália foram motivos para a raiva popular, soldados de quase toda origem étnica ou linguística estavam inclinados a lutar contra a Itália.

## Campanhas de 1915-1916

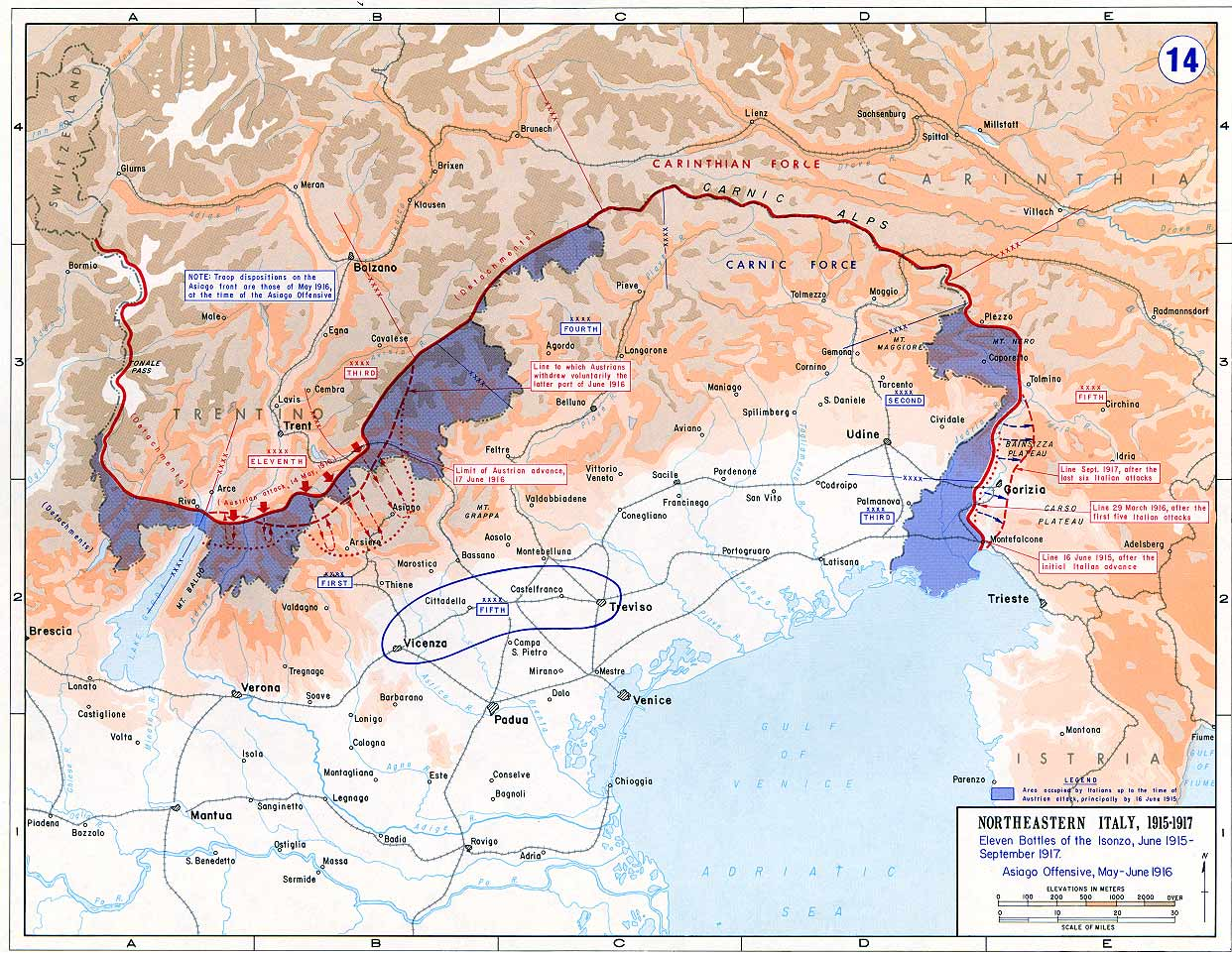
Frente italiana em 1915-1917: onze batalhas de Isonzo e Ofensiva Asiago. Em azul, as conquistas italianas iniciais.

### Primeiras batalhas de Isonzo
A Itália abriu a guerra com uma ofensiva concentrada em capturar a cidade de Gorizia no rio Isonzo (Soča, em esloveno). Entretanto, o exército italiano era deficiente em artilharia, transportes e reservas de munições. No começo da guerra, a Itália tinha apenas seiscentos veículos para mover suas tropas.
Ao lado de veículos militares contemporâneos, o exército italiano também usou cavalos para transporte, e estes falharam em mover suprimentos rápido pelo terreno montanhoso dos Alpes. Além disso, o comandante italiano, Luigi Cadorna, não tinha nenhuma experiência prévia de combate e era altamente impopular entre suas tropas.
A Primeira Batalha do rio Isonzo começou em 23 de junho de 1915, cerca de 1 mês após a declaração de guerra, um atraso causado pela mobilização ineficiente italiana, permitindo que as forças austríacas cavassem trincheiras e criassem defesas efetivasNo começo da ofensiva, forças italianas venciam os austríacos em números numa proporção de dois para um, mas falharam em penetrar ao longo das poderosas linhas defensivas dos Alpes. Isso se deveu principalmente ao fato de as forças austríacas estarem em um terreno mais elevado, e por consequência, todas as ofensivas lançadas pela Itália envolveriam uma difícil possibilidade de atingir os inimigos antes de muitas baixas. Ataques foram realizados em 3 seções da linha austríaca mas após ganhos pequenos no Carso ocidental, a batalha foi parada para reorganizar as tropas, reiniciando em 18 de julho de 1915 como a Segunda Batalha do Isonzo. Apesar dos impressionantes esforços italianos durante o período de neutralidade no recrutamento de oficiais e suboficiais, adquirir artilharia e munições, o exército não estava totalmente preparado para o tipo de guerra que ele enfrentaria. Ataques frontais de infantaria foram feitos contra vários morros e montanhas no fronte, por volta da terceira (outubro de 1915) e quarta (novembro) batalhas o calor deu lugar ao frio e lama. As baixas italianas eram repetidamente maiores que as dos austríacos em suas fortes posições defensivas, nas batalhas do outono os italianos tiveram 116 mil baixas, enquanto que as austríacas foram 67 mil. Ao fim do outono as forças italianas no Isonzo estavam a beira do colapso sendo salvos porque os austríacos também estavam em situação ruim com tropas insuficientes e falta de artilharia, impedindo que um lado se aproveitasse das fraquezas do outro, os austríacos não poderiam fazer mais do que continuar nas suas fortificações e resistir os assaltos frontais italianos que falharam em romper as linhas austríacas ao fim de 1915. Nos Alpes a situação também chegou ao estase, onde ambos os exércitos enfrentavam os desafios da altitude, neve e gelo, terrenos vertiginosos nas faces das montanhas e mesmo o medo de avalanches no conflito conhecido como Guerra Branca. A Itália tinha um corpo de montanha conhecidos como Alpini, fundado em 1872, eram compostos por 8 regimentos em 1915; esses soldados tinham experiência nas extremas condições alpinas assim como treinamento e equipamento especializado, inclusive com unidades em esquis, contudo das demandas do fronte estavam muito acima do que o número de alpini disponíveis poderiam fazer e infantaria comum foi enviada, sofrendo com o clima e terreno local. Essa guerra de montanha com demandas táticas únicas e tremendo custo humano simbolizaram o conflito para a população italiana. O primeiro ano de guerra foi o pior com equívocos táticos, grande perda de vida humana, abrigos e trincheiras eram inadequados, rações não chegavam a tempo e itens básicos como botas, capacetes e cortadores de arame farpado tinham suprimentos desesperadamente baixos.
Enquanto isso Cadorna deveria lançar uma ofensiva de acordo com suas promessas na Conferência de Chantilly em dezembro de 1915. Sob pressão francesa a Itália lança a Quinta Batalha de Isonzo em 9 de março de 1916, o ataque ocorreu em condições de inverno com o calor da primavera tardando neste ano, fazendo um ataque combinado muito difícil. Nessa ofensiva o exército italiano estava começando o melhorar o seu equipamento e organização, criando novas unidades e pondo mais atenção à artilharia e metralhadoras; no nível tático mudanças graduais foram feitas, os ataques frontais simples de 1915 deram lugar ao melhor uso do terreno e alguns elementos de infiltração foram introduzidos. No entanto essas mudanças não foram totalmente implementadas e os ataques em 1916 fora localizados, inefetivos e desarticulados.

### A Ofensiva Asiago
No início de 1916 a Áustria-Hungria poderia ser proativa no fronte pela primeira vez, Conrad pode transferir mais tropas, incluindo suas melhores divisões para a Itália; progressos significantes foram feitos na quantidade e qualidade da artilharia austríaca em 1916, artilharia pesada e metralhadoras estavam sendo divertidas ao Fronte Italiano ao invés do Leste e tropas de montanha de elite foram enviadas para Tirol. No entanto as esperanças de suporte alemão foram em vão, por causa da concentração alemã nas suas próprias batalhas de Verdun e Somme.
As operações italianas no Isonzo foram suspensas quase imediatamente quando se tornou aparente que os austro-húngaros preparavam uma grande ofensiva em Trentino.  Seria a Batalha de Asiago, apelidada de Strafexpedition (expedição de punição) pelos italianos. O plano foi feito contra o conselho dos alemães, que instou para que a Áustria se concentrasse no teatro a nordeste, no entanto os austríacos teimosamente insistiram em perseguir uma ofensiva aos italianos, talvez encorajada pelo seu dramático sucesso na Balcãs, focando no sul ao invés do teatro ao norte da Áustria, assim como refletir os sentimentos pessoais de Conrad contra a Itália. O Trentino como outros setores no altos Alpes e Dolomitas estava quieto, ambos os lados se limitaram a ocupar suas posições na maior parte do tempo, o plano austríaco consistiria em realizar um massivo ataque em uma posição relativamente fraca da Itália, quebrar as linhas italianas, descer às planícies ao redor de Vicenza e Padua e então mover-se ao leste pela região de Veneza Júlia e atacar o grosso das forças italianas por trás.
O ataque começou em 15 de maio de 1916 e teve imediato sucesso tático, os austríacos avançaram 12 milhas dentro das linhas italianas, as tropas especialistas de montanha autríacas foram usadas efetivamente e principalmente, o uso de artilharia pesada concentrada e com fogo sustentado permitiram uma impressionante ruptura das linhas inimigas inicialmente. Contudo, conforme os austríacos se moviam incapazes de levar a artilharia pesada e média no terreno íngreme assim como enviar mais tropas, não conseguiram capitalizar os ganhos iniciais enquanto que os italianos foram capazes de reinforçar Trentino com novas tropas usando suas linhas de comunicação interior de maneira muito mais rápida que os austríacos. Ao mesmo tempo a Ofensiva Brusilov na Galícia em 4 de junho de 1916 fez com que as tropas austríacas fossem enviadas para parar o avanço russo e a ofensiva contra os italianos foi abandonada, causando grande dano moral à Áustria-Hungria. Um legado crítico da falha austríaca no planalto de Asiago e desastre no Fronte Oriental foi a diminuição do prestígio de Conrad, favorecendo a criação de um comando militar conjunto do leste sob comando alemão em agosto de 1916, seguido pelo alto comando geral conjunto sob a lideração do Imperador alemão Wihelm II. Isso favoreceu o foco nos teatros onde a Alemanha estava engajada, ainda que a Itália tenha finalmente declarado guerra à Alemanha em 27 de agosto de 1916, o Fronte Italiano não era prioridade alemã enquanto que a dependência política e militar da Áustria-Hungria com relação à Alemanha só aumentava e teria consequências significantes no fronte em 1917. As baixas italianas foram de 76 mil homens na batalha, mais do dobro dos 30 mil do inimigo, as tropas italianas foram implantados com pressa e em contra-ataque ao invés de posições defensivas, que foram de fato uma série de ataques pouco planejados na esperança de obter vantagem sob a desorganização momentânea do inimigo, sem ganhos notáveis custando mais 53 mil baixas austríacas e 70 mil italianas, inclusive de irredentistas famosos como Cesare Battisti, que se tornaram mártires patrióticos na Itália; essas perdas levaram a queda do Primeiro Ministro Antonio Salandra e a substituição pelo governo técnico de Paolo Boselli.

### Últimas batalhas no rio Isonzo
Em 6 de agosto de 1916 Cadorna lança a Sexta batalha de Isonzo, também conhecida como Batalha de Gorizia, essa foi o primeiro sucesso real italiano na guerra. Os italianos ganharam posição no Carso ao redor do Monte San Michele, Gorizia foi tomada e uma cabeça de ponte segura no graças ao uso efetivo de gás e bombardeio de artilharia. Isso ocorreu principalmente pelo sucesso do serviço de inteligência italiano em esconder a ofensiva do inimigo, em parte ao fato da Áustria-Hungria ter transferido muitas tropas para se defender da Ofensiva Brusilov. Embora a vitória não trouxe muitos ganhos territoriais, houve grande impulso na moral italiana, seja civil ou militar, provando pela primeira vez que os italianos podiam derrotar um inimigo europeu sem assistência estrangeira.
A luta continuou no outono no que foram a sétima, oitava e nona batalhas do Isonzo; os italianos obtiveram sucesso em alargar a cabeça de ponte em Gorizia e ganhar território no Carso apesar do clima ruim, mas os avanços eram mínimos e as baixas muito altas.

## 1917: Ajuda alemã

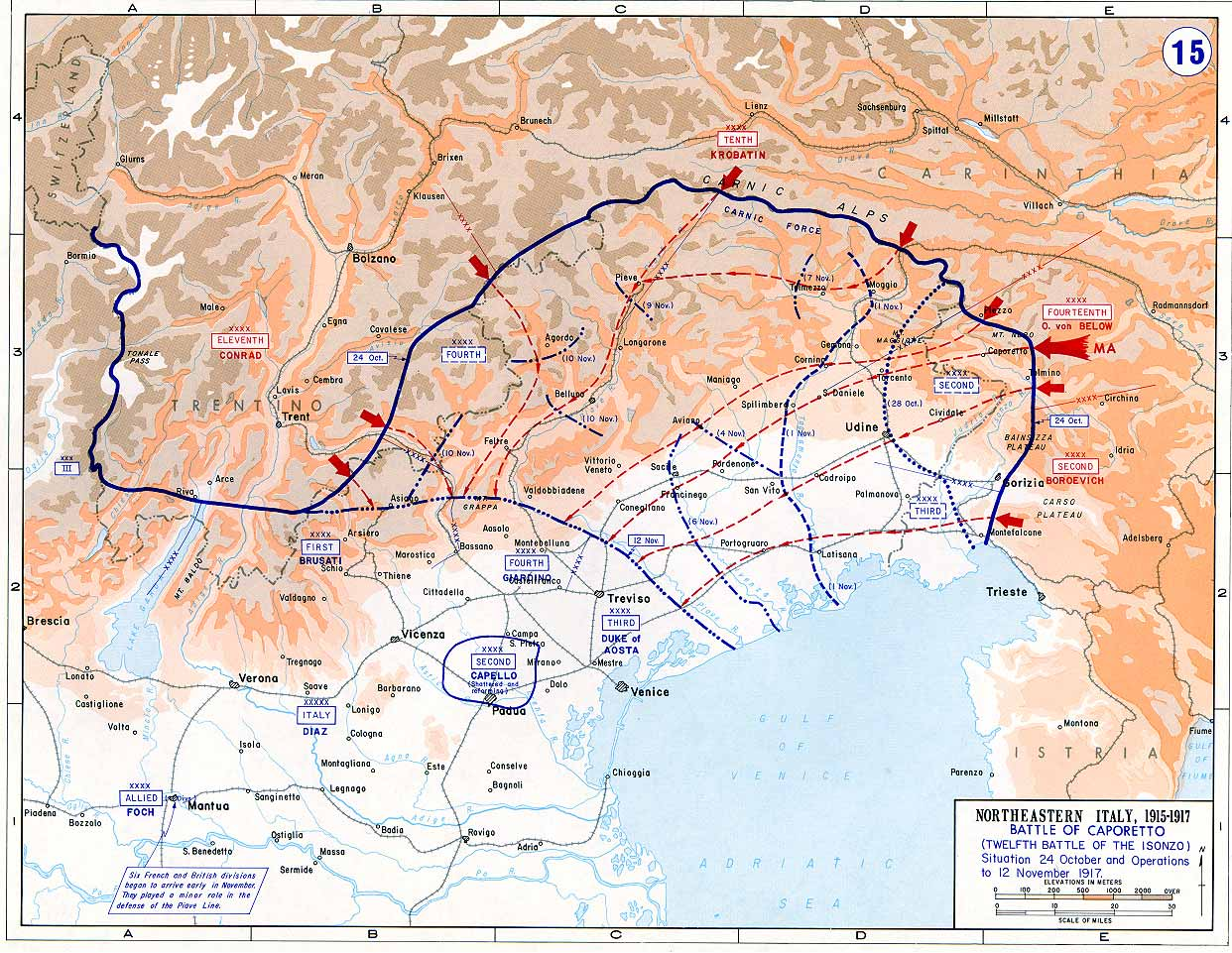
A Batalha de Caporetto e o recuo italiano ao longo do rio Piave

Na sequência dos minúsculos ganhos da Décima Batalha do Isonzo, os italianos dirigiram um longo ataque contra as forças austríacas ao norte e leste de Gorizia. Os austríacos facilmente contiveram o avanço a leste, mas as forças italianas sob o comando de Luigi Capello conseguiram quebrar as linhas austríacas e capturar o platô Bainsizza. Mesmo assim, como em quase qualquer outra frente da guerra, os italianos se viram muito distantes de suas linhas de suprimento e não puderam manter o avanço, sendo forçados a desistir.
Os austríacos receberam apoio desesperadamente necessário depois da Décima Primeira Batalha de Isonzo dos exércitos alemães, que haviam acabado de conter a ofensiva russa ordenada por Kerensky (Ofensiva de Kerensky) na Frente Oriental. Os alemãs introduziram táticas de infiltração para na Frente Alpina e ajudaram os austríacos a trabalhar em uma nova ofensiva. Enquanto isso, motins e baixa moral minavam as forças italianas. Os soldados viviam em condições miseráveis e se engajavam batalha após batalha sem nunca ver um ganho real. Em 24 de outubro de 1917, as forças austríacas e alemãs lançaram a Batalha de Caporetto (nome italiano para Kobarid) com um imenso ataque de artilharia, seguido pelo uso de infantaria e das táticas de Hutier, aniquilando pontos vitais do inimigo e atacando pelas bases. No final do primeiro dia, os italianos já haviam recuado doze milhares até o rio Tagliamento.

## 1918: O fim da guerra

### A batalha do Piave
Avançando profunda e rapidamente, os austríacos foram longe demais de suas linhas de suprimento, o que os forçou a parar e reagrupar. Os italianos haviam conseguido estabilizar suas linhas defensivas já próximos de Veneza, no rio Piave, e já haviam sofrido 600 000 baixas. Graças às derrotas devastadoras, o governo italiano teve que chamar às armas todos os "Meninos 99" (Ragazzi del '99), ou seja, todos os homens com mais de dezoito anos. Em novembro de 1917, forças do Reino Unido, da França e dos Estados Unidos chegaram e começaram a mudar a situação na frente; os italianos foram capazes de conter a ofensiva austríaca com suas próprias tropas. Muito mais decisiva que a presença das tropas foi a ajuda em materiais estratégicos (carvão, ferro, etc.) dos quais a Itália sempre careceu.
Na primavera de 1918, a Alemanha retirou suas tropas para usá-las na Ofensiva da Primavera. Os austríacos então começaram a debater sobre como deveria ser a ofensiva final contra a Itália. Os generais austro-húngaros discordavam sobre como administrar a ofensiva final. O arquiduque José Augusto da Áustria decidiu por uma ofensiva de dois exércitos, que provou-se ineficaz, uma vez que as duas forças não conseguiam se comunicar nas montanhas.
A Batalha de Piave começou com um ataque próximo a Passagem de Tonale, de onde os as italianos foram facilmente expulsos. Desertores austríacos traíram a ofensiva que estava sendo preparada, o que permitiu aos italianos avançar com dois exércitos diretamente contra as forças austríacas de um lado. O outro, comandando por Svetozar Boroević von Bojna inicialmente provou-se bem-sucedido, até que os bombardeios aéreos destruíram as linhas de suprimento e os reforços italianos chegaram.

### A decisiva batalha de Vittorio Veneto

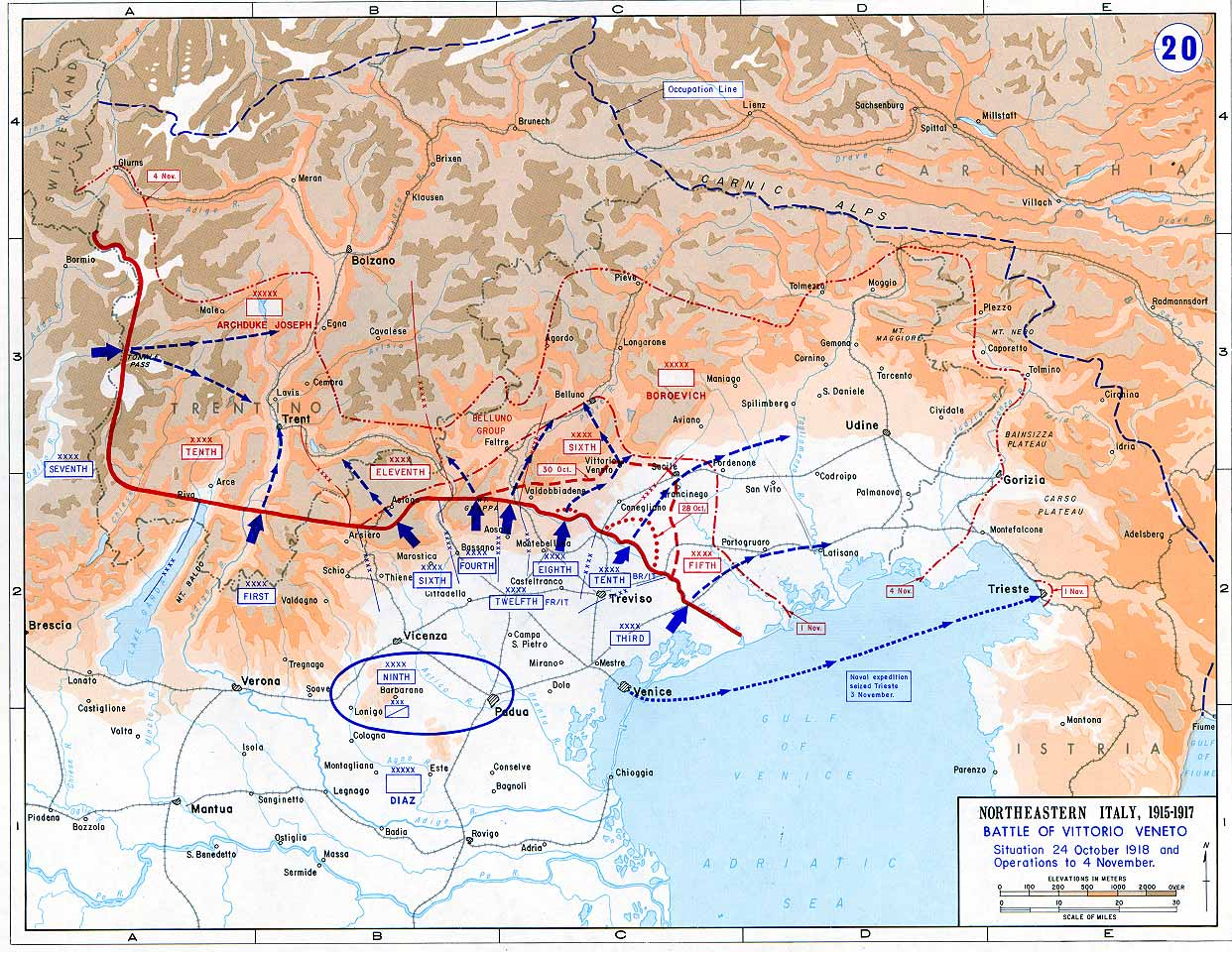
Frente italiana em 1918 e a batalha de Vittorio Veneto

Para desapontamento dos aliados da Itália, nenhuma contra-ofensiva se seguiu à batalha de Piave. O exército italiano sofreu grandes perdas na batalha e considerava uma nova ofensiva perigosa. O general Armando Diaz esperou por mais reforços da Frente Ocidental. Em outubro de 1918, a Itália finalmente tinha soldados suficientes para montar uma ofensiva. O ataque estava focado em Vittorio Veneto, do outro lado do rio Piave. Apesar de os exércitos austríacos terem lutado bravamente, a força numérica italiana fez com que eles fossem derrotados. Em 3 de novembro de 1918, 300.000 soldados austríacos se renderam.
A batalha de Vittorio Veneto marcou a dissolução do exército austro-húngaro como uma força efetiva de batalha, e também ajudou na desintegração da Áustria-Hungria. Durante a última semana de outubro, declarações feitas em Budapeste, Praga e Zagreb proclamaram a independência, respectivamente, da Hungria, Tchecoslováquia e Croácia (esta unindo-se ao Reino da Iugoslávia).
Em 29 de outubro, as autoridades imperiais pediram um armistício, mas as forças italianas continuaram avançando, chegando a Trento, Udine e Trieste. Em 3 de novembro, a Áustria-Hungria enviou uma bandeira branca para o comandante italiano, pedindo novamente um armistício e negociações de paz. Os termos foram arranjados por telégrafo com as autoridades aliadas em Paris, comunicados ao comandante austríaco, e então aceitos. O Armistício com a Áustria-Hungria foi assinado na Villa Giusti, próxima a Pádua, em 3 de novembro, e teve efeito a partir de 4 de novembro às três da tarde. Posteriormente, Áustria e Hungria viriam a assinar dois acordos em separado, em seguida à desintegração da Monarquia Habsburgo e do colapso do Império Austro-Húngaro.

## Sumário de Batalhas
Vitória Austro-húngara ou das Potências Centrais
      Vitória italiana ou aliada
      Outro resultado ou inconclusivo
| Início         | Fim            | Nome do conflito                  | Beligerantes                                   | Beligerantes                          | Resultado                                                                      |
| Início         | Fim            | Nome do conflito                  | Combatente aliado                              | Combatente das Potências Centrais     | Resultado                                                                      |
| -------------- | -------------- | --------------------------------- | ---------------------------------------------- | ------------------------------------- | ------------------------------------------------------------------------------ |
| 23/06/1915     | 07/07/1915     | Primeira Batalha de Isonzo        | Itália                                         | Império Austro-Húngaro                | Ganhos territoriais menores para a Itália Ofensiva italiana repelida           |
| 18/07/1915     | 3/08/1915      | Segunda Batalha de Isonzo         | Itália                                         | Império Austro-Húngaro                | Vitória tática italiana Ganhos territoriais menores para a Itália              |
| 19/07/1915     | 19/07/1915     | Batalha de Podgora                | Itália                                         | Império Austro-Húngaro                | Vitória Austro-húngara                                                         |
| 24/08/1915     | 25/08/1915     | Batalha de Col Basson             | Itália                                         | Império Austro-Húngaro                | Vitória Austro-húngara                                                         |
| 18/10/1915     | 4/11/1915      | Terceira Batalha de Isonzo        | Itália                                         | Império Austro-Húngaro                | Vitória Austro-húngara Ofensiva italiana repelida                              |
| 10/11/1915     | 5/12/1915      | Quarta Batalha de Isonzo          | Itália                                         | Império Austro-Húngaro                | Ganho de importantes entrincheiramentos pela Itália Ofensiva italiana suspensa |
| 9/3/1916       | 15/3/1916      | Quinta Batalha de Isonzo          | Itália                                         | Império Austro-Húngaro                | Inconclusivo Italianos ganham monte Sabatino                                   |
| 15/5/1916      | 27/6/1916      | Batalha de Asiago                 | Itália                                         | Império Austro-Húngaro                | Vitória italiana Ofensiva austro-húngara repelida                              |
| 1916           | 1918           | Batalha do Monte Corno            | Itália                                         | Império Austro-Húngaro                | Vitória italiana                                                               |
| 6/8/1916       | 17/8/1916      | Sexta Batalha de Isonzo           | Itália                                         | Império Austro-Húngaro                | Vitória ofensiva italiana                                                      |
| agosto de 1916 | agosto de 1916 | Batalha de Doberdò                | Itália                                         | Império Austro-Húngaro                | Vitória italiana                                                               |
| 14/9/1916      | 18/9/1916      | Sétima Batalha de Isonzo          | Itália                                         | Império Austro-Húngaro                | Vitória ofensiva italiana                                                      |
| 10/10/1916     | 12/10/1916     | Oitava Batalha de Isonzo          | Itália                                         | Império Austro-Húngaro                | Inconclusivo                                                                   |
| 31/10/1916     | 4/11/1916      | Nona Batalha do Isonzo            | Itália                                         | Império Austro-Húngaro                | Inconclusivo Exército italiano avança poucos quilômetros                       |
| 12/05/1917     | 5/06/1917      | Décima Batalha de Isonzo          | Itália                                         | Império Austro-Húngaro                | Inconclusivo Avanço limitado do exército italiano                              |
| 3/6/1917       | 6/6/1917       | Batalha de Flondar                | Itália                                         | Império Austro-Húngaro                | Vitória tática Austro-húngara                                                  |
| 10/6/1917      | 29/6/1917      | Batalha do monte Ortigara         | Itália                                         | Império Austro-Húngaro                | Vitória tática Austro-húngara                                                  |
| 17/9/1917      | 31/9/1917      | Décima primeira Batalha de Isonzo | Itália                                         | Império Austro-Húngaro                | Vitória tática italiana                                                        |
| 24/10/1917     | 12/11/1917     | Batalha do Caporetto              | Itália                                         | Império Austro-Húngaro Império Alemão | Vitória alemã Austro-húngara Tropas italianas se retiram até o rio Piave       |
| 27/11/1917     | 27/11/1917     | Batalha de Cividale del Friuli    | Itália                                         | Império Alemão                        | Vitória alemã                                                                  |
| 30/10/1917     | 30/10/1917     | Batalha de Pozzuolo               | Itália                                         | Império Austro-Húngaro Império Alemão | Vitória estratégica italiana Vitória tática austro-alemã                       |
| 30/10/1917     | 3/11/1917      | Batalha do Ragogna                | Itália                                         | Império Austro-Húngaro Império Alemão | Vitória alemã Austro-húngara                                                   |
| 9/11/1917      | 9/11/1917      | Batalha de Longarone              | Itália                                         | Império Austro-Húngaro Império Alemão | Vitória alemã Austro-húngara                                                   |
| 13/11/1917     | 26/11/1917     | Primeira Batalha do Rio Piave     | Itália                                         | Império Austro-Húngaro Império Alemão | Vitória defensiva italiana                                                     |
| 26/12/1917     | 26/12/1917     | Batalha de Istrana                | Itália · Reino Unido                           | Império Austro-Húngaro Império Alemão | Vitória defensiva italiana                                                     |
| 1918           | 1918           | Batalhas dos três montes          | Itália · Reino Unido · França                  | Império Austro-Húngaro                | Vitória italiana aliada                                                        |
| 15/06/1918     | 25/06/1918     | Segunda Batalha do Piave          | Itália · Reino Unido · França · Estados Unidos | Império Austro-Húngaro                | Vitória italiana aliada                                                        |
| 13/8/1918      | 3/9/1918       | Batalha de San Mateo              | Itália                                         | Império Austro-Húngaro                | Vitória Austro-húngara                                                         |
| 24/10/1918     | 3/11/1918      | Batalha do Monte Grappa           | Itália                                         | Império Austro-Húngaro                | Vitória italiana                                                               |
| 24/10/1918     | 4/11/1918      | Batalha de Vittorio Veneto        | Itália · Reino Unido · França · Estados Unidos | Império Austro-Húngaro                | Vitória italiana aliada                                                        |